# Văn hóa Hưng Long Oa
Văn hóa Hưng Long Oa (giản thể: 兴隆洼文化; phồn thể: 興隆洼文化) (8000-7500 TCN) là một nền văn hóa thuộc Thời đại đồ đá mới ở phía đông bắc Trung Quốc, được phát hiện chủ yếu tại vùng ranh giới giữa Nội Mông và Liêu Ninh. Đồ gốm Hưng Long Oa chủ yếu có hình trụ, và được nung ở nhiệt độ thấp.
Văn hóa Hưng Long Ca thể hiện một số dấu hiệu của việc lập kế hoạch chung. Trong ba di chỉ thuộc văn hóa Hưng Long Hoa, nhà cửa được xây theo hàng. Một số di chỉ Hưng Long Hoa mang đặc điểm là có một ngôi nhà lớn ở trung tâm. Thêm vào đó, một số di chỉ Hưng Long Oa có hào bao quanh.
Di chỉ đặc trưng Hưng Long Oa nằm ở sườn tây nam của một ngọn đồi thuộc kỳ Ngao Hán, Xích Phong, Nội Mông; di chỉ được đặt theo tên của một thôn nằm cách nó 1,3 km về phía đông nam. 120 ngôi nhà âm lòng đất được phát hiện tại di chỉ Hưng Long Oa, mỗi ngôi nhà có một nền lò sưởi ở trung tâm. Di chỉ Hưng Long Hoa cũng mang điểm đặc trưng là có một ngôi nhà lớn ở trung tâm khu định cư. Di chỉ Hưng Long Oa là di chỉ có niên đại sớm nhất được phát hiện tại Trung Quốc có một con hào bao quanh. Di chỉ Hưng Long Oa cũng có điểm đặc trưng với một phong tục mai táng bất thường, do một số thi thể được táng ngay bên dưới ngôi nhà. Giống như các di chỉ khác thuộc văn hóa Hưng Long Oa, các lễ vật bằng ngọc cũng được phát hiện. Tại ngôi mộ xa hoa nhất, một nam giới được táng cùng một cặp lợn, cũng như các lễ vật bằng ngọc.
Các phát hiện gần đây tại Hưng Long Câu cho thấy đây là di chỉ duy nhất thuộc văn hóa Hưng Long Oa có các dấu vết về nông nghiệp, bằng chứng là các hạt kê.